# After (film)
After – amerykański melodramat z 2019 roku, na podstawie powieści Anny Todd pt. After. Płomień pod moją skórą, w reżyserii Jenny Gage, wyprodukowany przez wytwórnię Aviron Pictures. Zdjęcia kręcono w Atlancie.

## Fabuła
Tessa Young to wzorowa uczennica i posłuszna córka, która ma plany na przyszłość. Dziewczyna rozpoczyna wymarzone studia. Wszystko się zmienia, gdy spotyka Hardina Scotta – zbuntowanego i wytatuowanego nastolatka o artystycznej duszy. Życie Tessy zaczyna wywracać się do góry nogami. Chłopak otwiera przed nią świat namiętności, o jakim wcześniej nie miała pojęcia.

## Obsada
- Josephine Langford jako Tessa Young
- Hero Fiennes Tiffin jako Hardin Scott
- Khadijha Red Thunder jako Steph Jones
- Shane Paul McGhie jako Landon Gibson
- Samuel Larsen jako Zed Evans
- Inanna Sarkis jako Molly Samuels
- Dylan Arnold jako Noah Porter
- Swen Temmel jako Jace
- Pia Mia jako Tristan
- Meadow Williams jako profesor Soto
- Selma Blair jako Carol Young
- Peter Gallagher jako Ken Scott
- Jennifer Beals jako Karen Scott

## Odbiór

### Zysk
Z dniem 14 kwietnia 2019 roku film After zarobił 6 milionów dolarów w Stanach Zjednoczonych i Kanadzie oraz 16 milionów dolarów w pozostałych państwach; łącznie 22 miliony dolarów w stosunku do budżetu produkcyjnego 14 milionów dolarów.

### Krytyka
Film After spotkał się z negatywną reakcją krytyków. W serwisie Rotten Tomatoes 23% z dwudziestu dwóch recenzji filmu jest pozytywne (średnia ocen wyniosła 3,8 na 10). Na portalu Metacritic średnia ocen z 8 recenzji wyniosła 30 punktów na 100.